# 伊佐市立菱刈中学校
伊佐市立菱刈中学校（いさしりつ ひしかりちゅうがっこう）は、鹿児島県伊佐市にある市立中学校。

## 校区
- 伊佐市のうち、旧菱刈町域の全域（菱刈小、本城小、田中小、湯之尾小、南永小）

## 学校概要
- 1968年（昭和43年）に旧菱刈中学校と本城中学校が統合して誕生する。菱刈町が大口市との合併により消滅する時点で、同町にある唯一の中学校であった。
- 生徒数は、ここ数年は、300人台より少し少ないぐらいで、推移している｡

## 進学先
伊佐農林や大口を中心に、県内各地に進学していく。毎年10～20名程度、私立高校や国立の鹿児島高専に進学するものもいる。